# Some Boys/Shut Up, I Never
Some Boys/Shut Up, I Never è il singolo d'esordio del gruppo post-hardcore Black Eyes, pubblicato nel 2002.

## Tracce
1. Some Boys
2. Shut Up, I Never

## Formazione
- Daniel Martin-McCormick - voce, chitarra
- Jacob Long - basso
- Mike Kanin - batteria